# Rothenklempenow

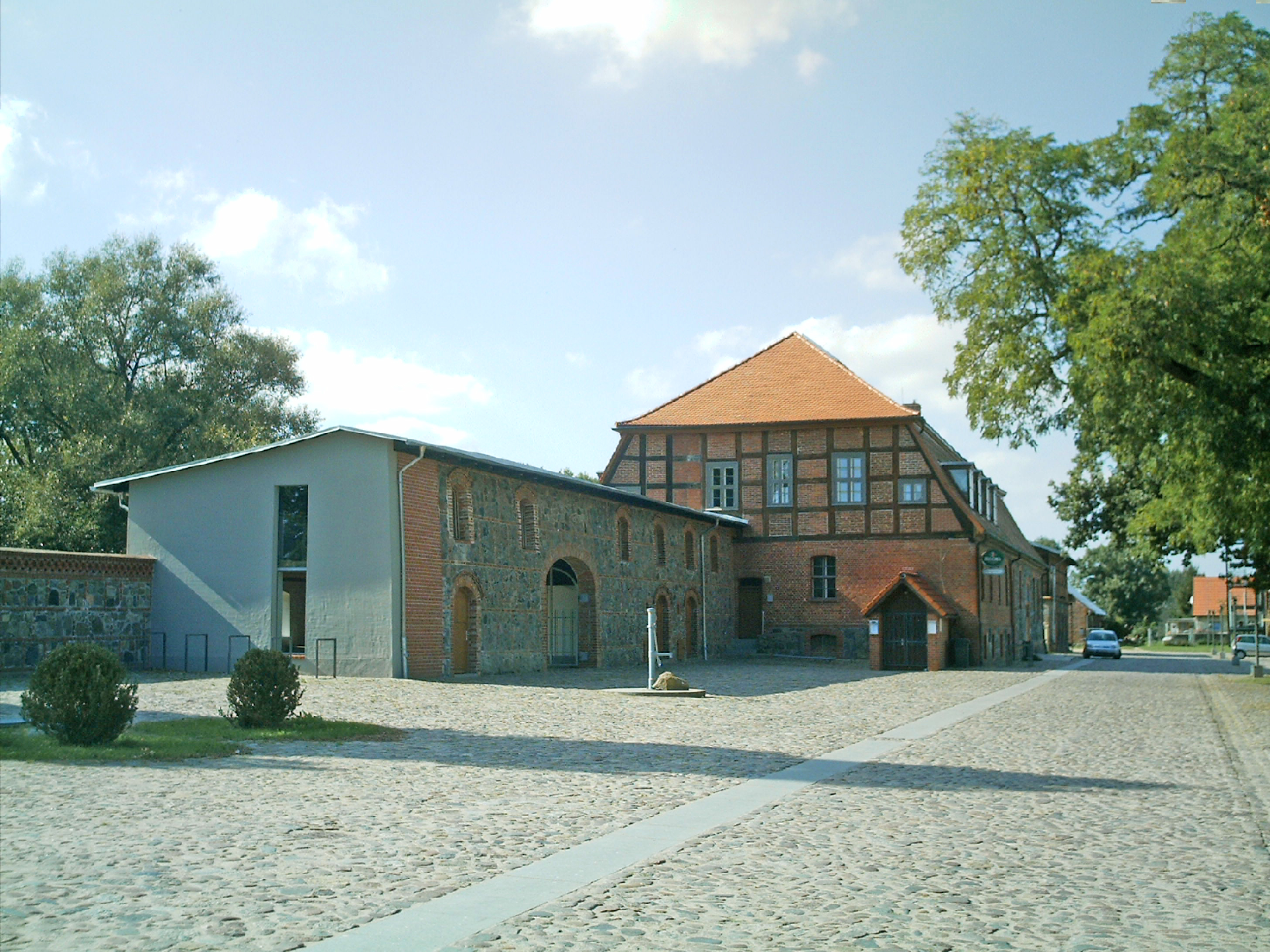
Była gorzelnia

Rothenklempenow – gmina w Niemczech w kraju związkowym Meklemburgia-Pomorze Przednie, w powiecie Vorpommern-Greifswald, wchodzi w skład związku gmin Amt Löcknitz-Penkun, w pobliżu granicy z Polską (powiat policki). Leży na obszarze Puszczy Wkrzańskiej około 8 km na północ od Löcknitz.

## Toponimia
Nazwa pochodzi od prasłowiańskiego *kompina, oznaczającego cierniste krzaki. Notowana w źródłach w formie Clempenowe (1295), Klempenowe (1328), rothen Klempenow (1568), Roden Klempenow (1618). Forma polska: Klępnowo lub Klępnów.

## Podział administracyjny
Części gminy (Ortsteil):
- Dorotheenwalde
- Grünhof
- Mewegen
- Petersmoor
- Glashütte

## Zabytki
- barokowy kościół ewangelicki

## Transport
Przez miejscowość przebiega droga łącząca Löcknitz, Glashütte i Ahlbeck, a dalej Eggesin i Ueckermünde. Na północ od kościoła znajduje się skrzyżowanie z drogą prowadzącą na wschód do Mewegen. Na południe od gminy przebiega droga krajowa B104.